# Cremastobombycia ignota
Cremastobombycia ignota là một loài bướm đêm thuộc họ Gracillariidae. Loài này có ở Hoa Kỳ (bao gồm Illinois, Texas, Kentucky, Maine, New York, Massachusetts, Washington và Ohio).
Sải cánh dài 6.5-7.5 mm.
Ấu trùng ăn Elephantopus species (bao gồm Elephantopus carolinianus), Helianthus species (bao gồm Helianthus annuus và Helianthus giganteus), Ridania alternifolia, Verbesina species (bao gồm Verbesina alternifolia và Verbesina virginica). Chúng ăn lá nơi chúng làm tổ. 

## Hình ảnh

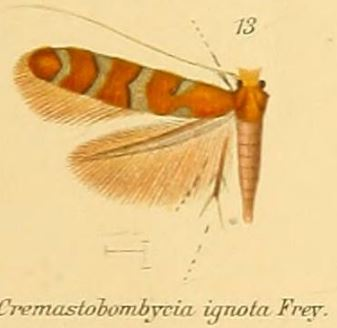